# Chilobrachys fimbriatus
Chilobrachys fimbriatus ist eine Spinne aus der Familie der Vogelspinnen (Theraphosidae). Die Art kommt im westlichen Indien vor.
Die englische Trivialbezeichnung von Chilobrachys fimbriatus lautet Indian Violet Tarantula und Indian Violet Earthtiger (übersetzt etwa „Indische Violette Vogelspinne“ und „Indischer Violetter Erdtiger“).

## Merkmale

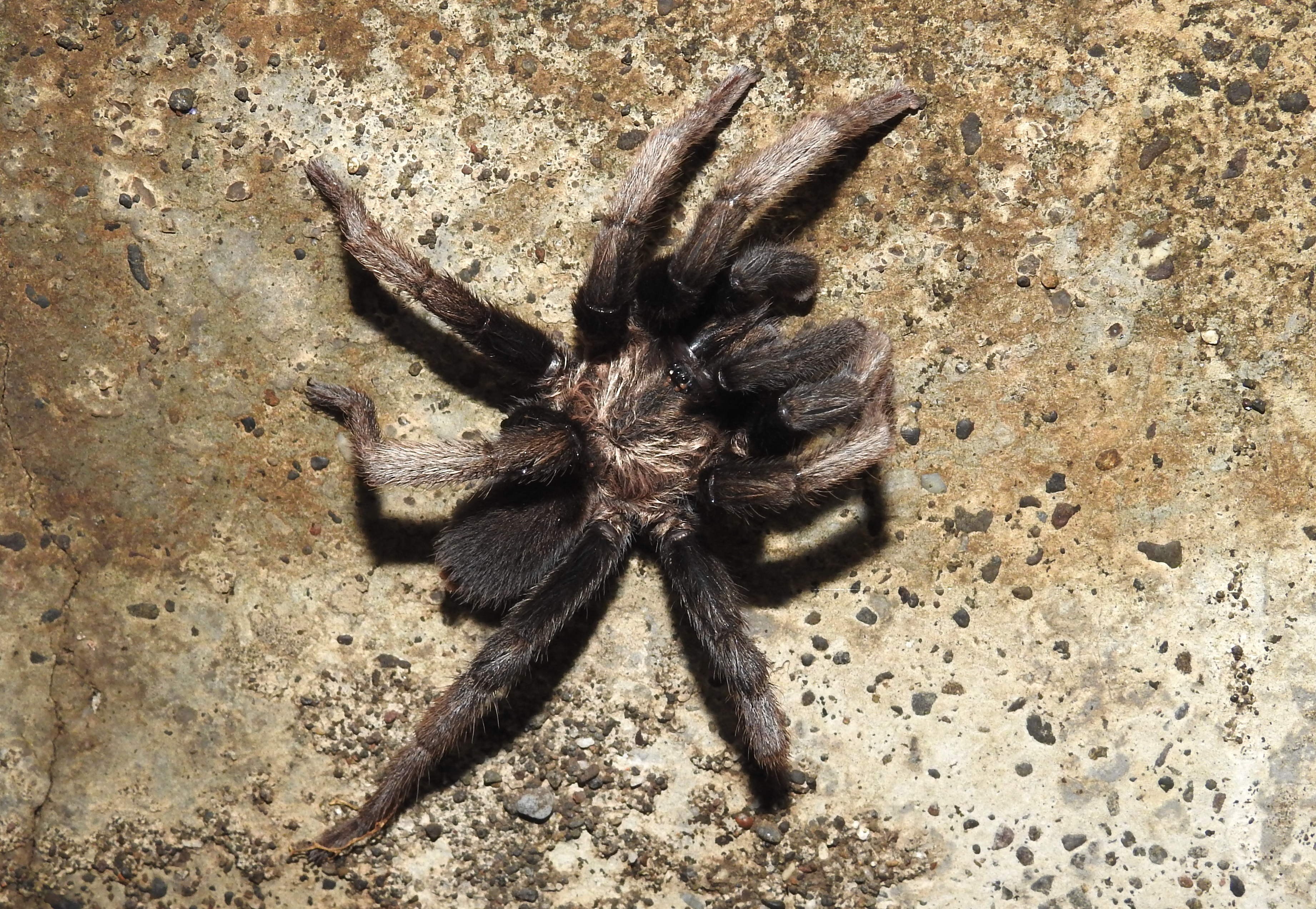
Jungtier, noch ohne Zeichenelemente.

Chilobrachys fimbriatus erreicht eine Körperlänge von etwa 50 bis 70 Millimetern und eine Beinspannweite von gut 150 Millimetern. Sie zählt damit zu den mittelgroßen Vogelspinnenarten. Während die Jungtiere einheitlich braun gefärbt sind, weisen die ausgewachsenen Spinnen eine sehr kontrastreiche Farbgebung auf.
Das Opisthosoma (Hinterleib) verfügt über eine beige-braune Grundfärbung und eine dunkle Linierung, die ein Muster formt, das entfernt an Fischgräten erinnert. Die Grundfärbung geht bei größeren Exemplaren von beige-braun in rehbraun über. Die beiden vorderen Beinpaare sind dunkler gefärbt als die beiden hinteren. Die Femores (Schenkel) weisen durch Irisierung (Lichtbrechung) einen bläulichen Schimmer auf.
Werden kurz zuvor gehäutete Exemplare mithilfe einer passenden Lichtquelle beleuchtet, dann erscheinen die beiden vorderen Beinpaare blaugrau und die beiden hinteren Beinpaare rotbraun.

## Vorkommen

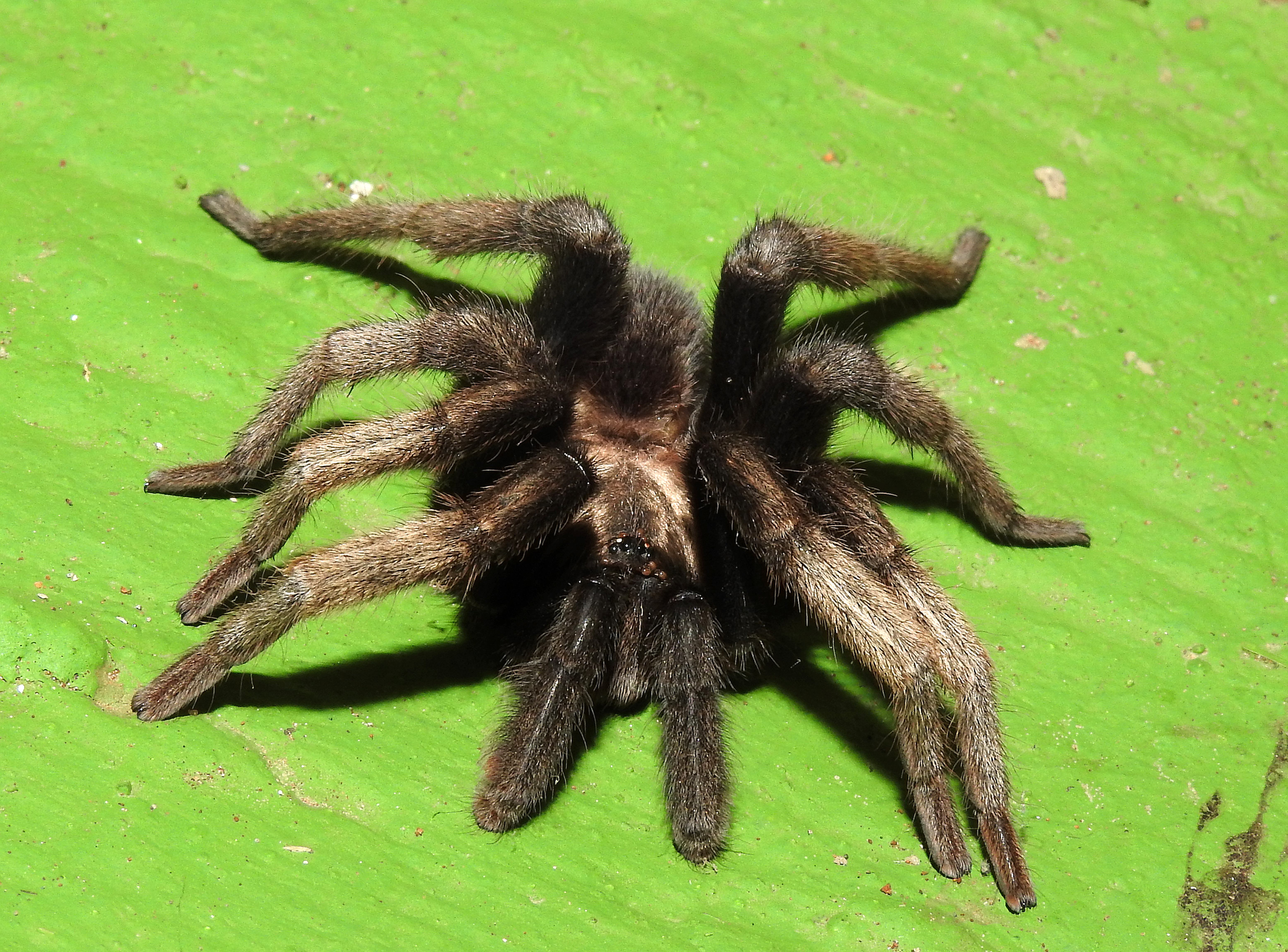
Jungtier im BNHS-Naturreservat in der im westindischen Bundesstaat Maharashtra gelegenen Metropole Mumbai.

Chilobrachys fimbriatus ist ein Endemit im Westen Indiens mit einem dementsprechend kleinen Verbreitungsgebiet. Die Art kommt vor allem im indischen Bundesstaat Goa vor und bewohnt überdies den Westen des Bundesstaats Maharashtra und den Nordwesten des Bundesstaats Karnataka.

### Lebensraum

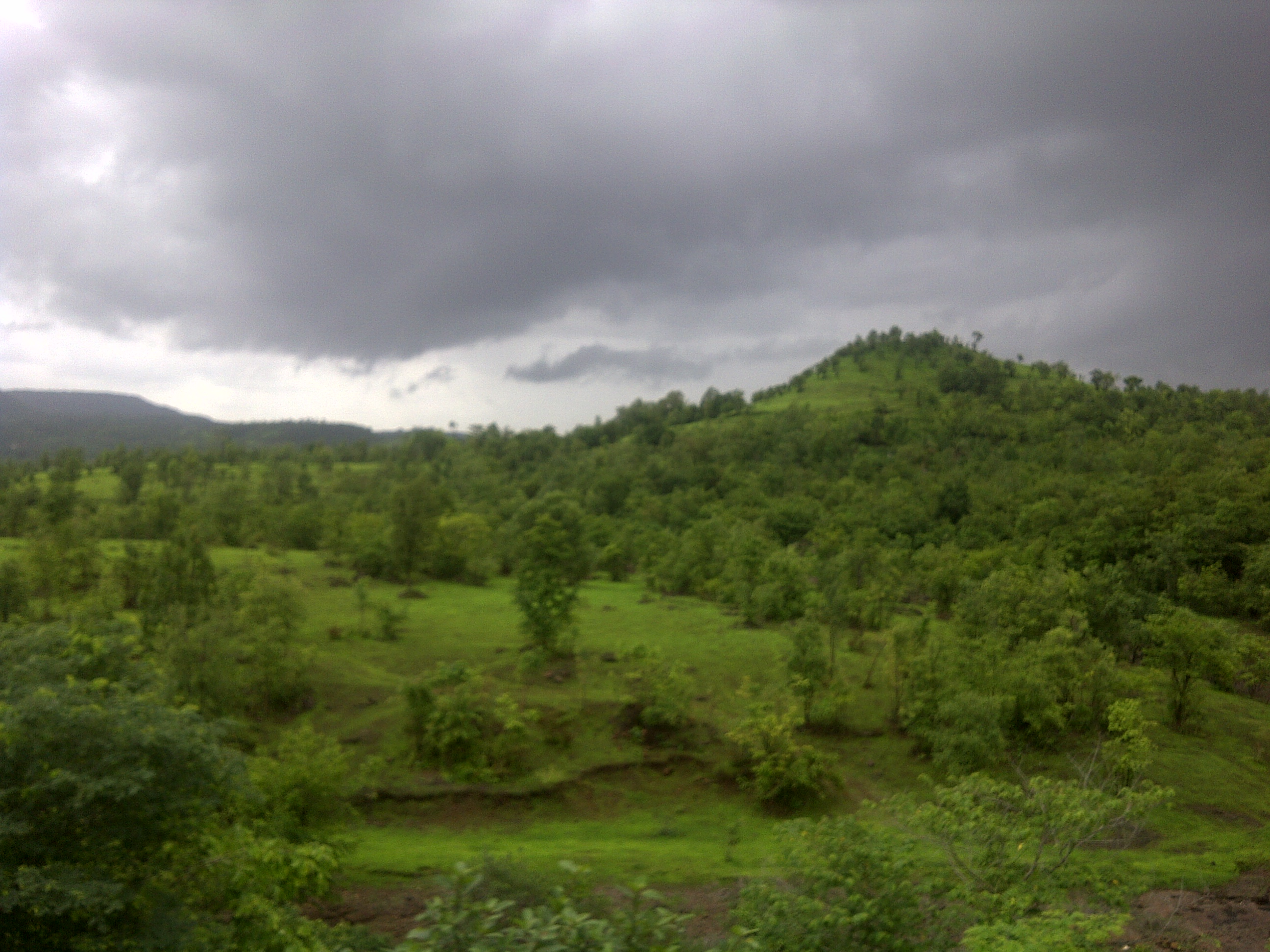
Durch die Regenzeit des Monsuns entstandene Grünfläche im westindischen Bundesstaat Goa.

Den Lebensraum von Chilobrachys fimbriatus bilden die dortigen tropischen Gebiete, die vom Monsun beeinflusst werden. Die Art ist gegenüber Trockenzeiten genauso unempfindlich wie gegenüber Zeiten mit hoher Luftfeuchtigkeit. In ihrem Lebensraum hält sich die Spinne entsprechend ihrer Lebensweise bevorzugt in Bodennähe auf. Chilobrachys fimbriatus teilt sich ihren Lebensraum mit der Vogelspinnenart Thrigmopoeus truculentus.

### Bedrohung und Schutz
Die Bestände von Chilobrachys fimbriatus werden von der IUCN nicht erfasst, wodurch eine genaue Analyse über mögliche Bestandsbedrohungen der Art nicht möglich ist. Es wird aber befürchtet, dass die teils massenhaften Importe von Exemplaren, die aus der Natur für den Heimtierhandel (s. Abschnitt „Terraristik“) entnommen werden, die Bestände der Art nicht zuletzt aufgrund ihres kleinen Verbreitungsgebiets drastisch minimieren können.

## Lebensweise

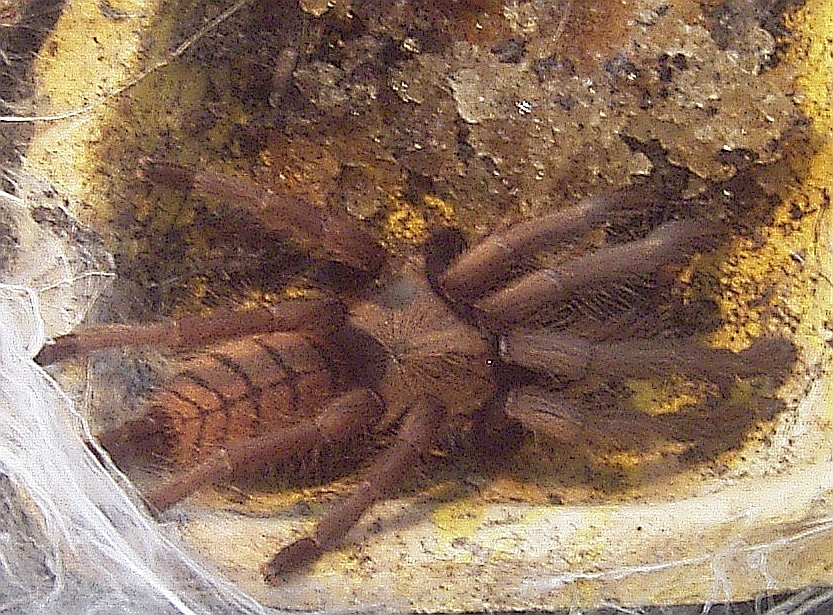
Weibchen in seinem Wohngespinst

Chilobrachys fimbriatus wird zu den bodenbewohnenden Vogelspinnen gerechnet und auch diese Art gräbt Erdröhren in den Untergrund, die hier senkrecht oder waagerecht ausfallen und als Aufenthaltsort der Spinne dienen. Diese Wohnröhren werden zusätzlich mit einem Wohngespinst ausgekleidet. Bei der Art sind besonders Jungtiere sehr grabfreudig, während die ausgewachsenen Spinnen dann weniger graben und stattdessen ihre Wohnröhre stark überspinnen.
Chilobrachys fimbriatus ist wie alle Vogelspinnen nachtaktiv und verbringt den Tag in der Wohnröhre, während sie sich am Abend vor dem Röhreneingang aufhält.

### Jagdverhalten und Beutespektrum
Die wie nahezu alle Spinnen räuberisch lebende Art Chilobrachys fimbriatus jagt, wie für Vogelspinnen üblich, als Lauerjäger und spürt Beutetiere mithilfe ihres Vibrationssinns auf, einer durch Sensillen (Sinneshaare) aufgenommenen Wahrnehmung. Entsprechend ihrer Lebensweise lauert sie besonders nachts am Eingang ihrer Wohnröhre auf Beutetiere. Ist ein solches in Reichweite gelangt, stürzt sich die Spinne darauf und setzt es mit einem Giftbiss außer Gefecht.
Das Beutespektrum von Chilobrachys fimbriatus umfasst wie bei den meisten Vogelspinnen andere Wirbellose als auch kleinere Wirbeltiere, darunter Reptilien, Amphibien oder Nagetiere in passender Größe.

### Abwehrverhalten und Bissunfälle
Chilobrachys fimbriatus zählt zu den defensiveren Vogelspinnen und versucht bei Störungen, etwa bei Begegnungen mit möglichen Prädatoren (Fressfeinden) meist in ihren Unterschlupf zu fliehen, schreckt aber auch nicht vor einer direkten Verteidigung zurück und kündigt einen Angriff mit der für Vogelspinnen typischen Drohgebärde an, bei der sich die Spinne aufrichtet, die Pedipalpen (umgewandelte Extremitäten) und das erste Beinpaar erhebt und die Cheliceren (Kieferklauen) spreizt. Nähert sich der Angreifer der Spinne dennoch, schlägt diese drei- bis viermal mit den erhobenen Extremitäten nach dem Angreifer und erwehrt sich in Bedrängnis auch mit einem Giftbiss.
Wie fast alle Vogelspinnen der Alten Welt und im Gegensatz zu den meisten der Neuen Welt verfügt auch Chilobrachys fimbriatus über keine Brennhaare und kann sich aufgrund dessen nicht mittels des  Bombardierens mit abgeworfenen Brennhaaren verteidigen.
Berichte von Bissunfällen bei Menschen, die von Exemplaren von Chilobrachys fimbriatus verursacht wurden, liegen ebenfalls vor. Der Biss der Art gilt als recht schmerzhaft, abhängig von der Körperregion, die von der Spinne gebissen wurde und der Menge des verabreichten Gifts. Wissenschaftliche Analysen über das Toxin (Gift) der Art und deren Toxizität (Giftwirkung) liegen jedoch nicht vor.

### Lebenszyklus und Phänologie
Der Lebenszyklus von Chilobrachys fimbriatus gliedert sich in mehrere Phasen. Eine einheitliche Phänologie (Aktivität nach Jahreszeiten) weist die Art nicht auf und ist dementsprechend ganzjährig aktiv.

#### Fortpflanzung
Das Fortpflanzungsverhalten von Chilobrachys fimbriatus gleicht dem anderer Vogelspinnen. Die eigentliche Paarung verläuft zumeist friedlich, obgleich sich das Weibchen gelegentlich auch aggressiv gegenüber dem Männchen verhalten kann. Die Paarung nimmt verglichen mit anderen Vogelspinnen viel Zeit in Anspruch und kann gelegentlich 30 bis 60 Minuten andauern. Das Männchen führt seine beiden Bulbi (männliche Geschlechtsorgane) immer wieder abwechselnd in die Epigyne (weibliches Geschlechtsorgan) des Weibchens ein, ehe sich beide Geschlechtspartner voneinander trennen.

#### Eiablage und Heranwachsen der Jungtiere

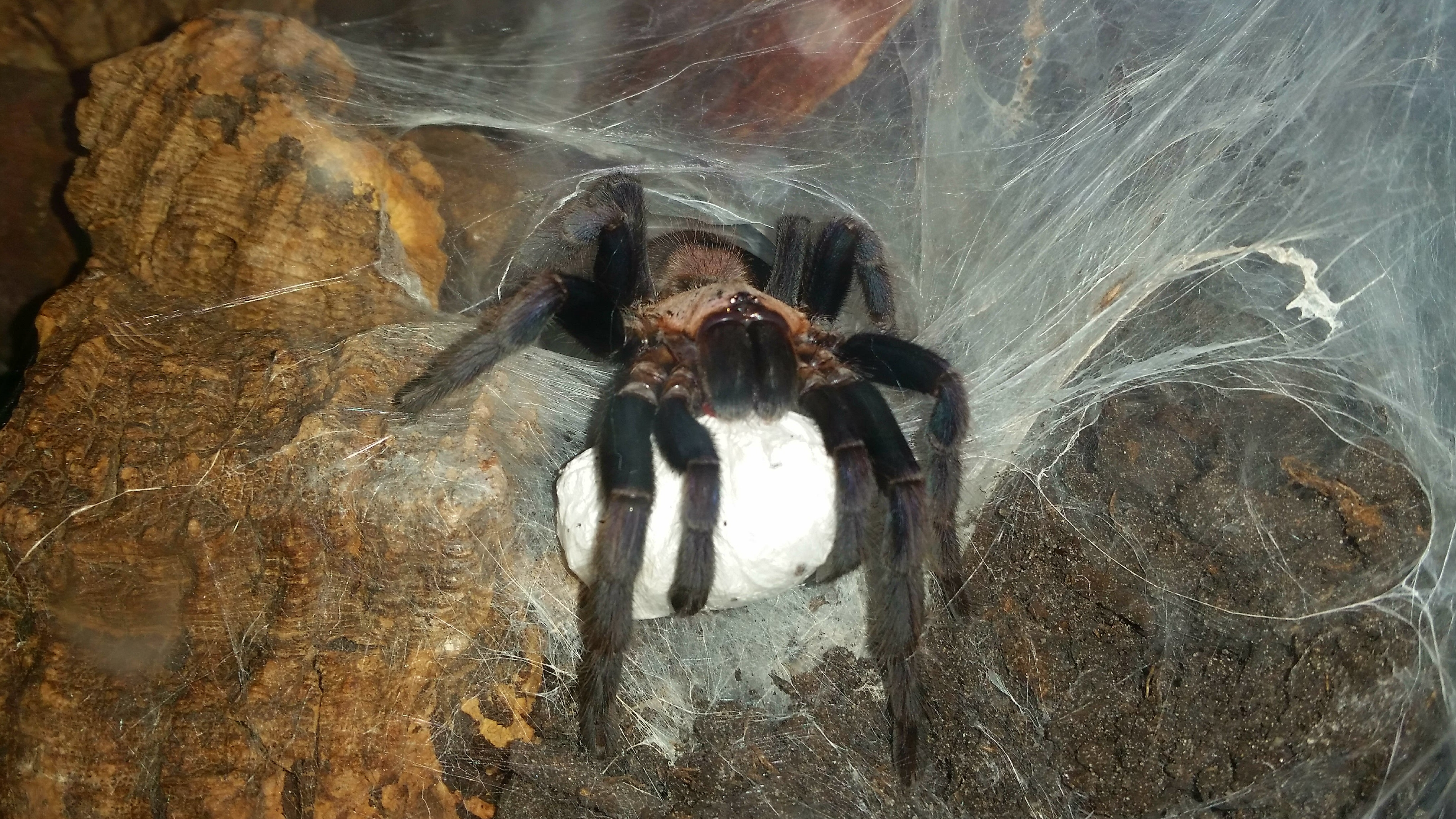
Weibchen mit Eikokon

Das Weibchen beginnt zwei bis drei Monate nach der Begattung mit der Anfertigung eines Eikokons, der 250 bis 300 Eier enthalten kann. In Gefangenschaft kann der Schlupf der Jungtiere je nach Haltungsbedingung etwa neun Wochen nach der Fertigung des Eikokons beobachtet werden. Die Jungtiere von Chilobrachys fimbriatus wachsen vergleichsweise schnell heran, so sind Männchen nach etwa zwei und Weibchen nach zweieinhalb Jahren geschlechtsreif.

#### Lebenserwartung
Die Lebenserwartung beträgt beim Weibchen von Chilobrachys fimbriatus  gut 20 bis 25 und beim Männchen etwa fünf Jahre, womit die Art zu den langlebigeren Vogelspinnen zählt. Besonders die Lebenserwartung der Männchen ist hoch, verglichen mit jener der Männchen anderer Arten dieser Familie.

## Terraristik
Wie viele Vogelspinnen wird auch Chilobrachys fimbriatus als Heimtier in der Terraristik häufig gehalten. Dies lässt sich durch das markante Erscheinungsbild der Art und ihre Langlebigkeit begründen. Im Vergleich zu manchen anderen Vogelspinnen wird sie im Handel vielerorts angeboten und ist dementsprechend leicht erwerbbar. Ferner kann die Art, bedingt durch ihr natürliches, vom Monsun beeinflusstes Verbreitungsgebiet, eine hohe Variabilität an Temperaturen und Luftfeuchtigkeit vertragen, was den Haltungsaufwand erleichtert.
Für eine erfolgreiche Haltung wird aufgrund der grabfreudigen Lebensweise ein entsprechend tiefer und grabfähiger Untergrund benötigt. Ein vorgefertigtes Versteck kann auch angeboten werden. Vor dem Kauf eines oder mehrerer Exemplare von Chilobrachys fimbriatus sollte man sich der hohen Abwehrbereitschaft einschließlich ihres hektischen Wesens bewusst sein. Ferner bekommt man die Spinne am Tag aufgrund ihrer nachtaktiven Lebensweise kaum zu Gesicht.
Wie andere Vogelspinnen werden auch Exemplare von Chilobrachys fimbriatus nicht selten aus der Natur entnommen und gelangen auf illegalem Wege in andere Kontinente, was die natürlichen Bestände der Art nicht zuletzt aufgrund ihres kleinen Vorkommensgebiets bedrohen kann (s. Abschnitt „Bedrohung und Schutz“).

## Systematik
Der Erstbeschreiber, der britische Arachnologe Reginald Innes Pocock, gab der Art in seiner Erstbeschreibung 1899 bereits die Bezeichnung Chilobrachys fimbriatus. Durch den indischen Arachnologen Benoy Krishna Tikader 1977 die Art Ischnocolus decoratus beschrieben und als in die Vogelspinnengattung Ischnocolus gestellt. 2009 wurde jedoch von der indischen Arachnologin Manju Siliwal festgestellt, dass es sich dabei um keine neue Art, sondern um Chilobrachys fimbriatus handelte, sodass Ischnocolus decoratus mit Chilobrachys fimbriatus synonymisiert wurde.

## Galerie

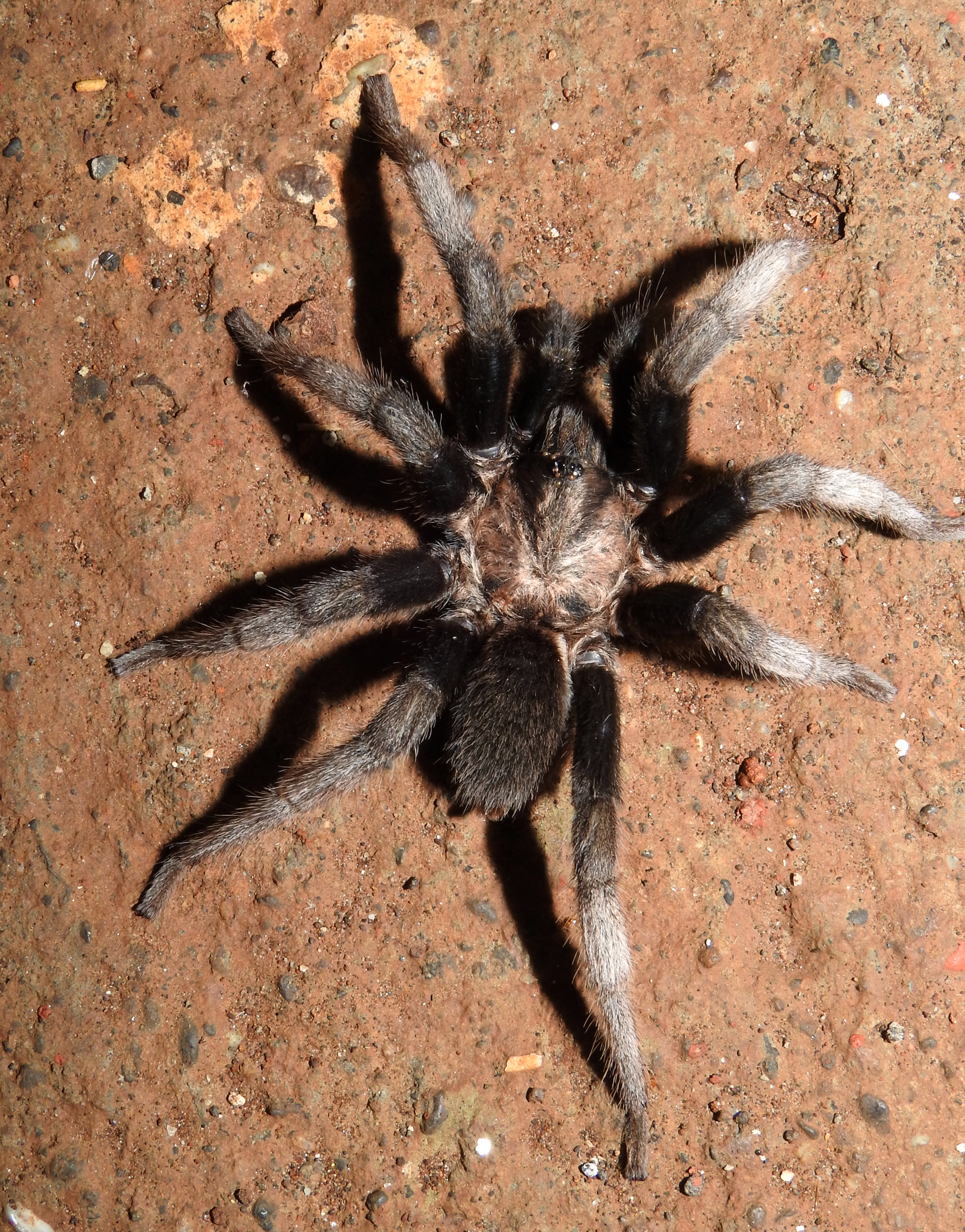
Dorsalansicht eines Jungtiers
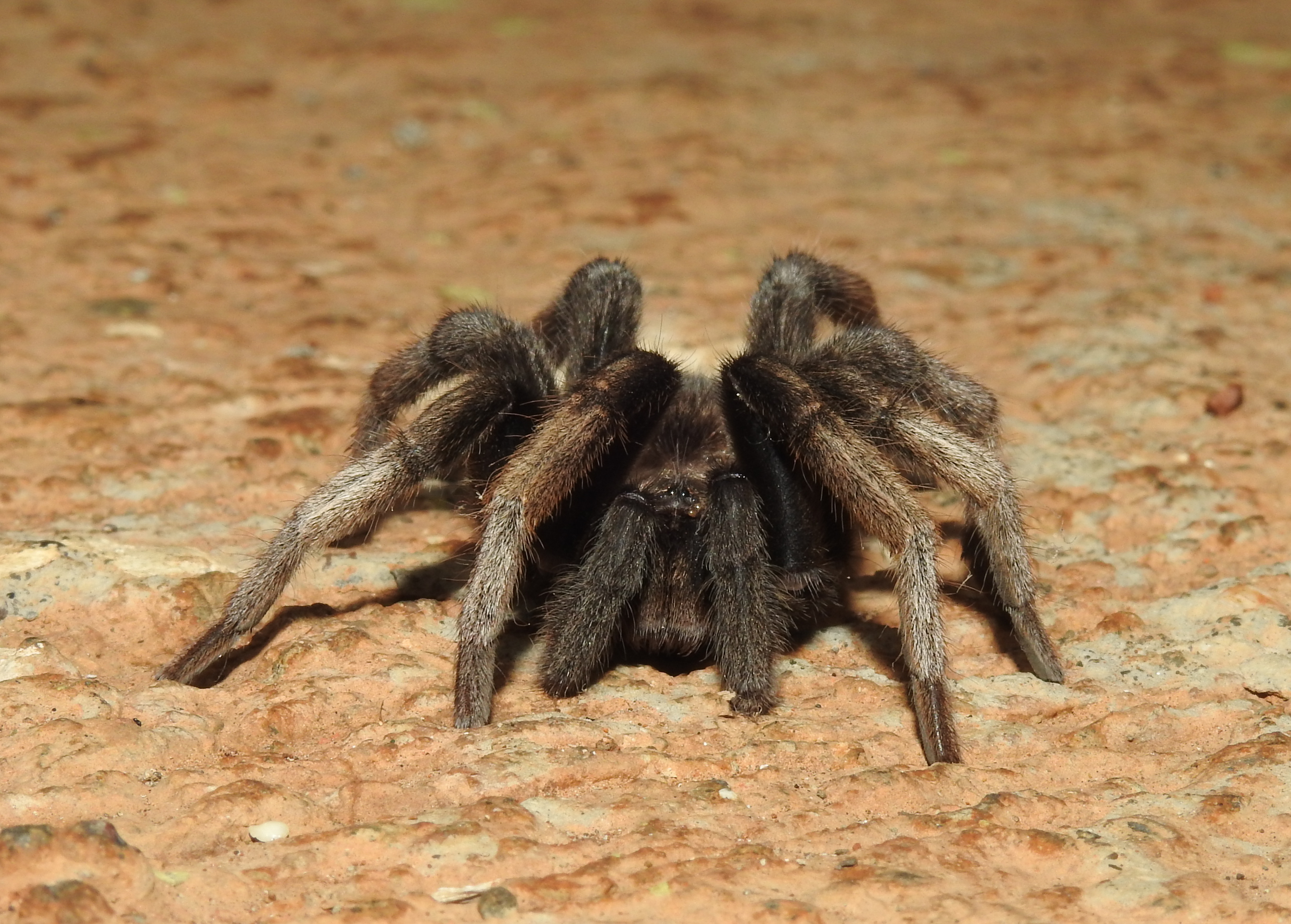
Frontalansicht eines Jungtiers
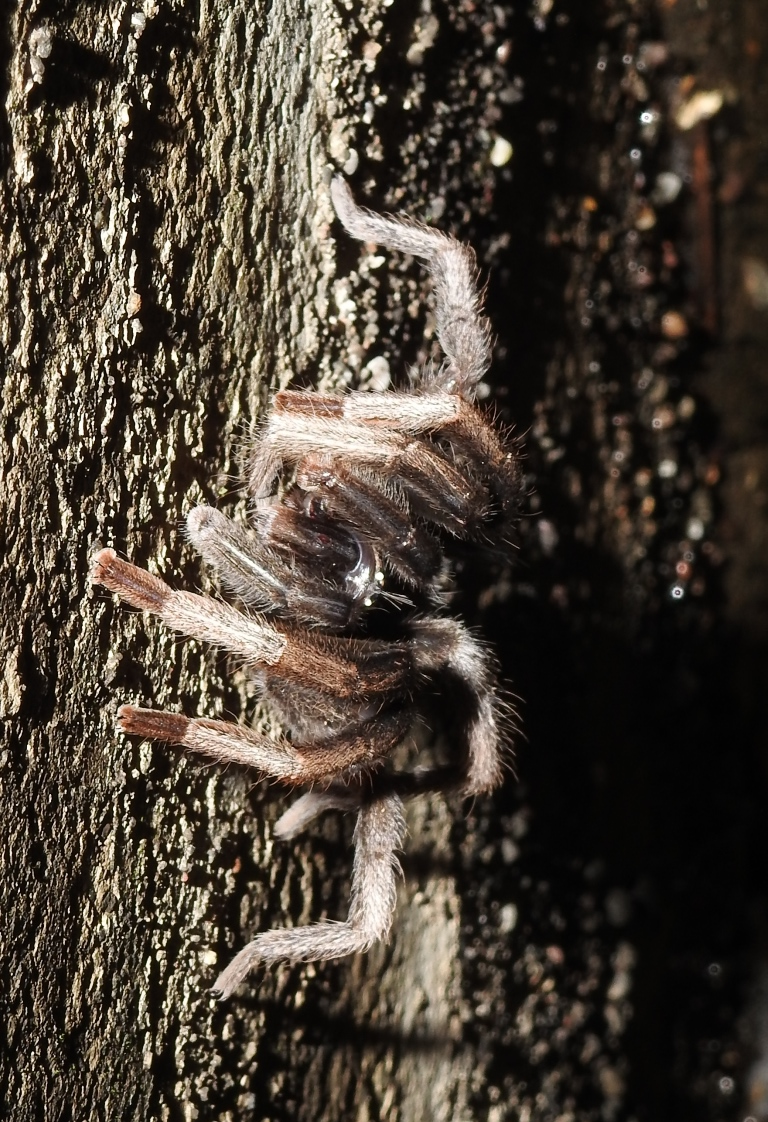
Sich reinigendes Jungtier
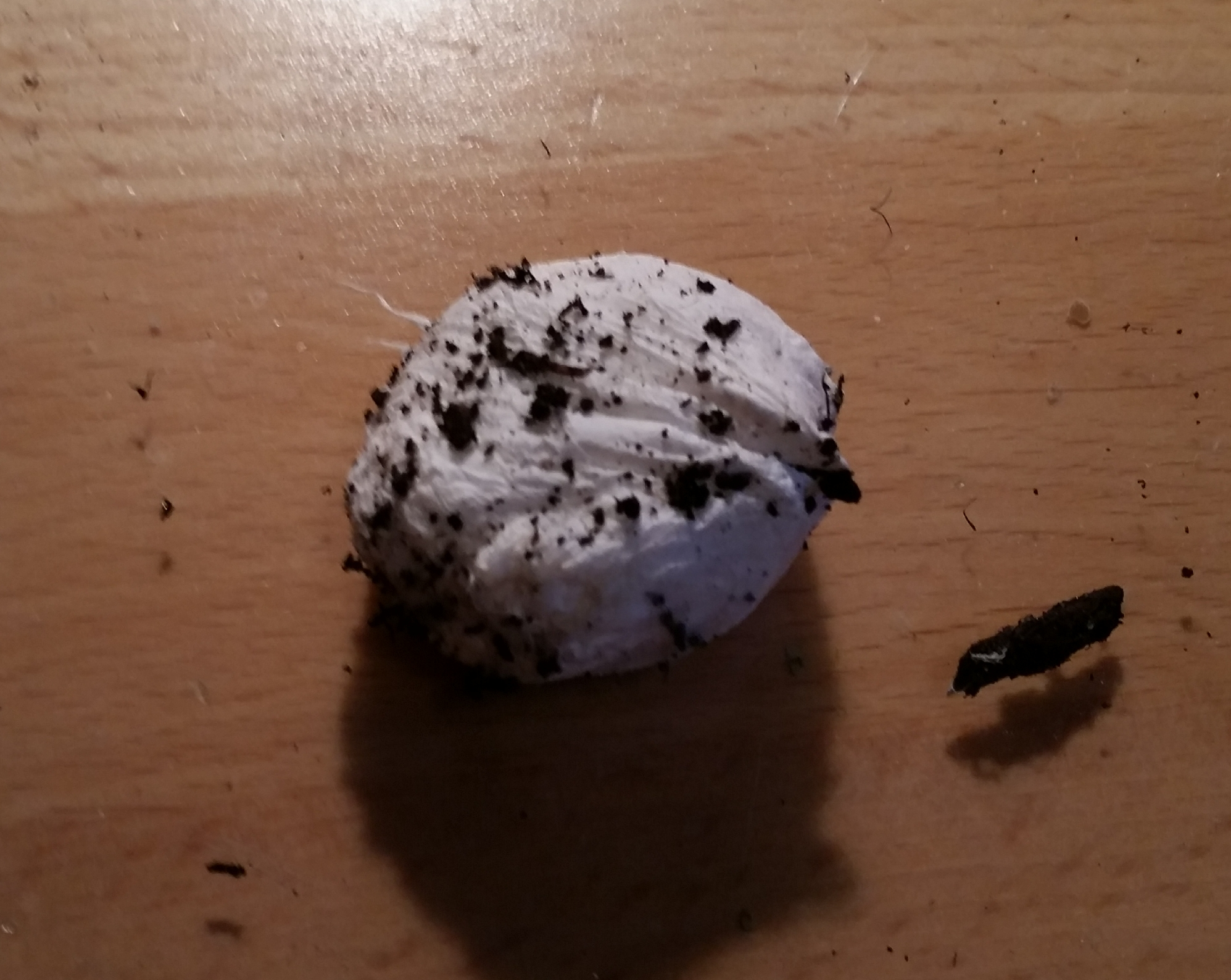
Eikokon, der einem Weibchen entnommen wurde.
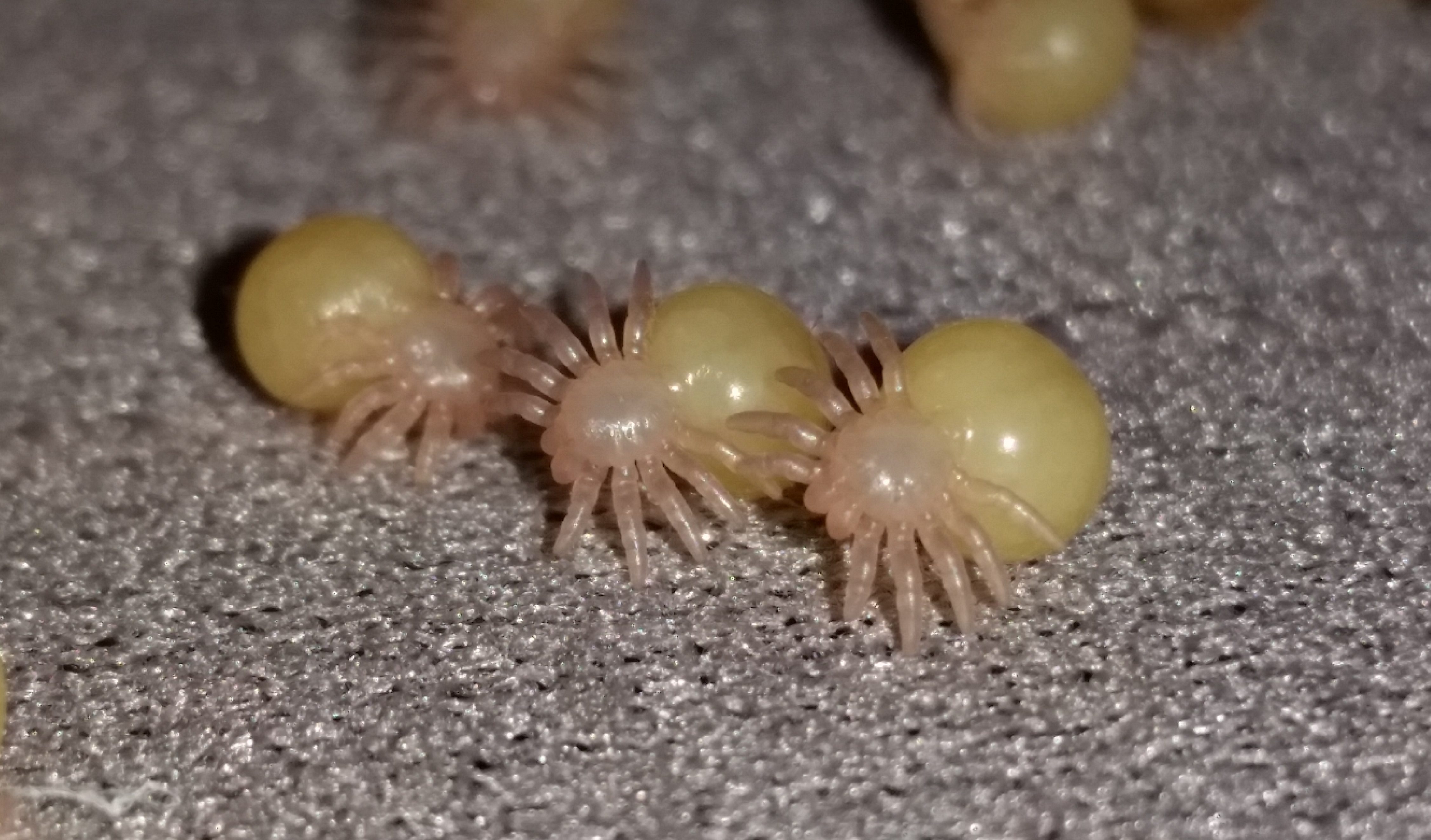
Prälarven („Ei mit Beinen“) kurz nach dem Schlupf